# Akhnif

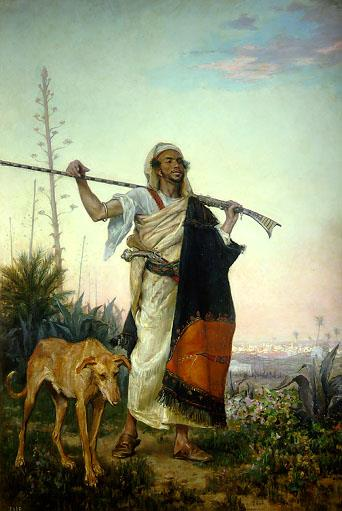

Een akhnif is een kledingstuk dat door bepaalde Berber- en Joodse stammen in Marokko gedragen wordt. Het bestaat uit een wijdlopende mantel met capuchon, en wordt gemaakt van wol, vaak van geitenhaar. De akhnif heeft aan de achterzijde vaak een oogmotief, dat bedoeld is om het boze oog af te kunnen weren.